# Rafaela Suárez Solórzano
Rafaela Suárez Solórzano (1834-1910) fue la primera mujer en ocupar un cargo de poder en el Gobierno Federal de la Ciudad de México. Por 15 años dirigió la Normal de Profesores, la institución académica que mayoritariamente demandaban los jóvenes que concluían la primaria superior.
Estudio con una profesora particular y recibió algo más de formación con un maestro francés. Trabajó como maestra en Colima, su estado natal, y en Guadalajara.
En Colima dirigió una escuela para formar maestras en 1860. En el periodo del Imperio de Maximiliano se negó a continuar laborando para un gobierno que consideraba usurpador.
Fue reconocida por ser una mujer enérgica, austera y decidida. Dolores Correa escribió de ella. Su espíritu juicioso serio y fuerte. Se distingue por su constante asiduidad en el trabajo ni por un momento interrumpido, debido a su régimen metódico de vida. Sus hábitos basados en las reglas juiciosas de la higiene, y en el amor al orden y al trabajo cuyo lema estriba en el más estricto apego al cumplimiento del deber.